# Église Saint-Nicolas de Cellefrouin
L'église Saint-Nicolas est une église catholique située à Cellefrouin, en France.

## Localisation
L'église est située dans le département français de la Charente, sur la commune de Cellefrouin.

## Historique
Au début du XIe siècle, entre 1019 et 1037, l'évêque de Périgueux Arnaud de Vitabre fonde l'abbaye Saint-Pierre de Cellefrouin et la place sous la règle augustinienne.
L'édifice est classé au titre des monuments historiques en 1907.